# Chloracris brunneri
Chloracris brunneri är en insektsart som beskrevs av Max Beier 1954. Chloracris brunneri ingår i släktet Chloracris och familjen vårtbitare. Inga underarter finns listade i Catalogue of Life.